# Amina Mohamed

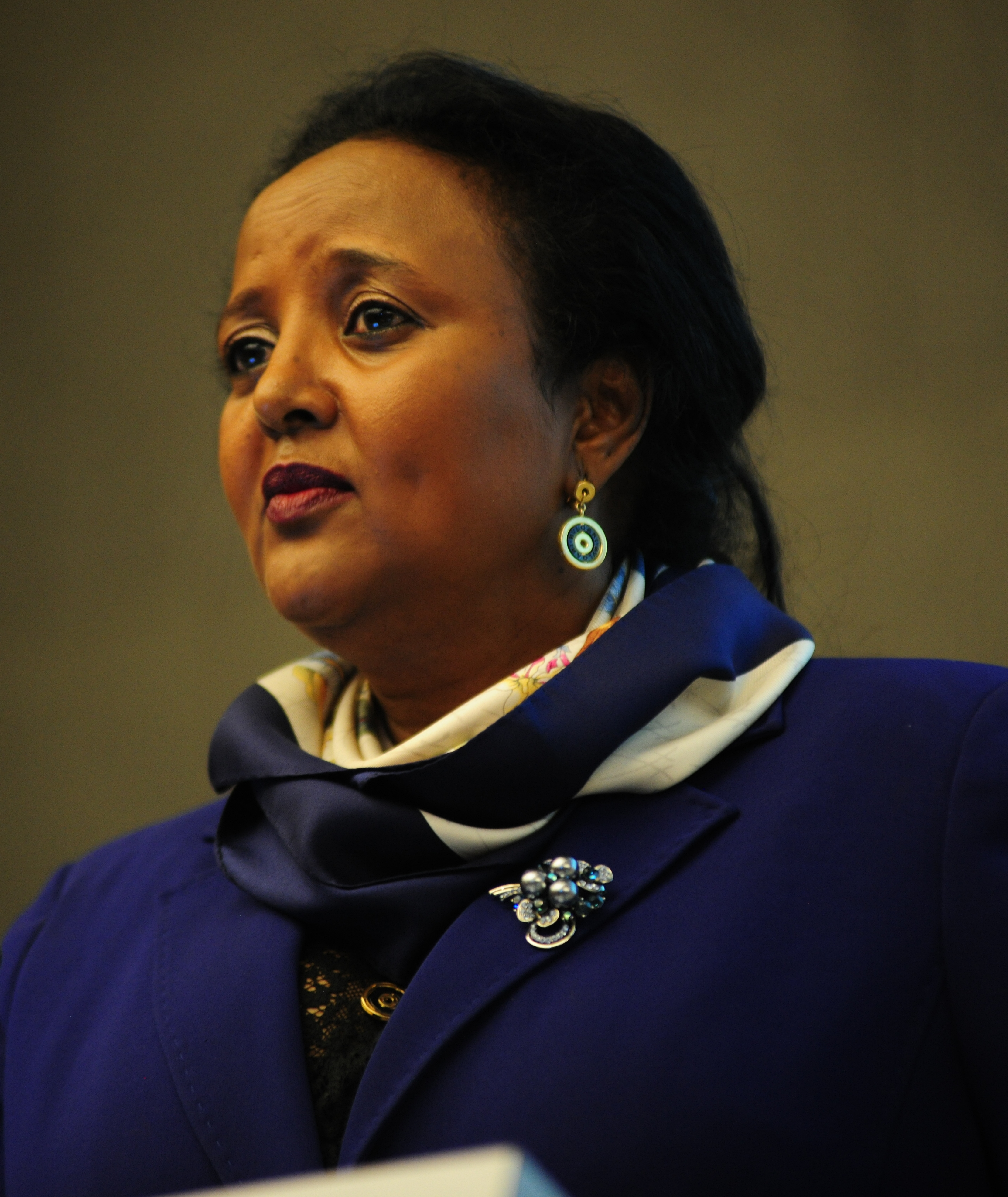
Amina Mohamed Jibril

Amina Mohamed Jibril (Somali Aamina Maxamed Jibriil, arabisch أمينة محمد جبريل Amīna Muhammad Dschibrīl‎, * 5. Oktober 1961 in Kakamega, Kenia) ist eine somalischstämmige Juristin und Politikerin. Sie war von 2013 bis 2018 Außenministerin von Kenia im Kabinett von Uhuru Kenyatta. Von 2018 bis 2019 hatte sie während der zweiten Amtszeit Kenyattas das Amt der Bildungsministerin inne. Seit März 2019 ist sie Sport- und Kulturministerin Kenias.

## Herkunft, Ausbildung und Privates
Mohamed wurde am 5. Oktober 1961 in Kakamega, in einer somalischen Familie als achtes von neun Geschwisterkindern geboren. Ihre Familie gehört zum Clan der Dhulbahante und stammt aus der Region Sool in Somalia.
Während ihrer Grundschulzeit besuchte Mohamed die Township Primary School in Kakamega und später die Butere Girls High School und die Highlands Academy. Nach ihrem Abschluss zog Mohamed mit einem Stipendium in die Ukraine, um an der Universität Kiew zu studieren. Sie absolvierte die Kurse der Hochschule und erwarb einen Master of Laws (LLM) in internationalem Recht. Später erwarb Mohamed ein Postgraduiertendiplom (PGDip) in internationalen Beziehungen an der Universität Oxford. Im Rahmen eines Stipendiums des Ausbildungs- und Forschungsinstituts der Vereinten Nationen (UNITAR) absolvierte sie außerdem mehrere Fortbildungskurse zum Thema Völkerrecht.
Mohamed ist mehrsprachig und spricht neben ihrer Muttersprache Somali auch Englisch, Russisch und Suaheli und verfügt über Grundkenntnisse in Französisch.
Mohamed heiratete 2002 einen somalischen Landsmann, Khalid Hossain Ahmed. Zusammen haben sie zwei leibliche Kinder und vier adoptierte Waisenkinder. Im Juli 2021 verstarb ihr Ehemann nach kurzer Krankheit in einem Krankenhaus in Nairobi.

## Karriere

### Rechtsberaterin
Mohamed begann ihre Karriere 1985 als Rechtsberaterin im kenianischen Ministerium für Kommunalverwaltung. Zu ihren Aufgaben gehörten die Bewertung von Weltbankprojekten und die Vorlage kommunaler Satzungen. Zwischen 1986 und 1990 war Mohamed als Rechtsberaterin im kenianischen Außenministerium tätig, wo sie verschiedene bilaterale und internationale Verträge entwarf und aushandelte, darunter bilaterale Luftverkehrsabkommen mit den Vereinigten Arabischen Emiraten, Oman, dem Iran und dem Vereinigten Königreich sowie das Afrikanische Übereinkommen über die Rechte des Kindes.
Von 1990 bis 1993 arbeitete Mohamed als Rechtsberaterin der kenianischen Vertretung am UN-Hauptsitz in Genf, in der Schweiz. Dort arbeitete sie mit Beamten der Internationalen Arbeitsorganisation (ILO), der Weltgesundheitsorganisation (WHO) und der Welthandelsorganisation (WTO) zusammen. Sie nahm eine kurze Auszeit, um im Vereinigten Königreich zu studieren, bevor sie in den diplomatischen Dienst in Genf zurückkehrte. 1997 begann sie schließlich als Rechtsberaterin der kenianischen Delegation im UN-Sicherheitsrat zu arbeiten.

### Vereinte Nationen und Staatssekretärin des Justizministeriums
Zwischen 2000 und 2006 arbeitete Mohamed als Botschafterin und Ständige Vertreterin der diplomatischen Vertretung Kenias in Genf. Außerdem war sie Vorsitzende, Koordinatorin und Sprecherin der afrikanischen Gruppe in der Menschenrechtskommission der WTO. Im Jahr 2002 war sie Präsidentin der Abrüstungskonferenz und wurde zur ersten weiblichen Vorsitzenden der Internationalen Organisation für Migration (IOM) ernannt. Zu dieser Zeit war Kenia das einzige afrikanische Land, das in dieser Organisation vertreten war. Als sie um den Vorsitz gebeten wurde, erklärte sie sich nur dann bereit, die Kandidatur anzunehmen, wenn sich die Organisation für mehr afrikanische Länder öffnete.
Im Jahr 2002 war sie Vorsitzende des Gremiums zur Überprüfung der Handelspolitik und 2004 Vorsitzende des Streitbeilegungsgremiums. 2005 wurde Mohamed die erste Frau, die den Vorsitz im Allgemeinen Rat der WTO übernahm. Von 2001 bis 2005 war sie außerdem Mitglied der Exekutivräte und -ausschüsse der Weltorganisation für geistiges Eigentum (WIPO), der Internationalen Arbeitsorganisation (ILO), der Weltgesundheitsorganisation (WHO), der Konferenz der Vereinten Nationen für Handel und Entwicklung (UNCTAD), des Hochkommissariats der Vereinten Nationen für Flüchtlinge (UNHCR) und des Gemeinsames Programms der Vereinten Nationen für HIV/Aids (UNAIDS). Zwischen 2006 und 2007 war Mohamed Direktorin für Europa und Commonwealth-Länder sowie für Diaspora-Angelegenheiten in Kenia. Außerdem war sie Vorsitzende des Ausschusses für Stärkung und Umstrukturierung des Ministeriums für Außenhandel und Wirtschaft.
Von 2008 bis 2011 war sie Staatssekretärin im kenianischen Ministerium für Justiz, nationalen Zusammenhalt und verfassungsrechtliche Angelegenheiten. In dieser Funktion überwachte sie 2010 die Neufassung der kenianischen Verfassung. Von 2010 bis 2011 war sie Präsidentin der Konferenz der Vereinten Nationen über grenzüberschreitende Kriminalität in Wien. Im Juli 2011 wurde sie zur stellvertretenden Generalsekretärin und stellvertretenden Exekutivdirektorin des Umweltprogramms der Vereinten Nationen (UNEP) ernannt.

### Außenministerin von Kenia

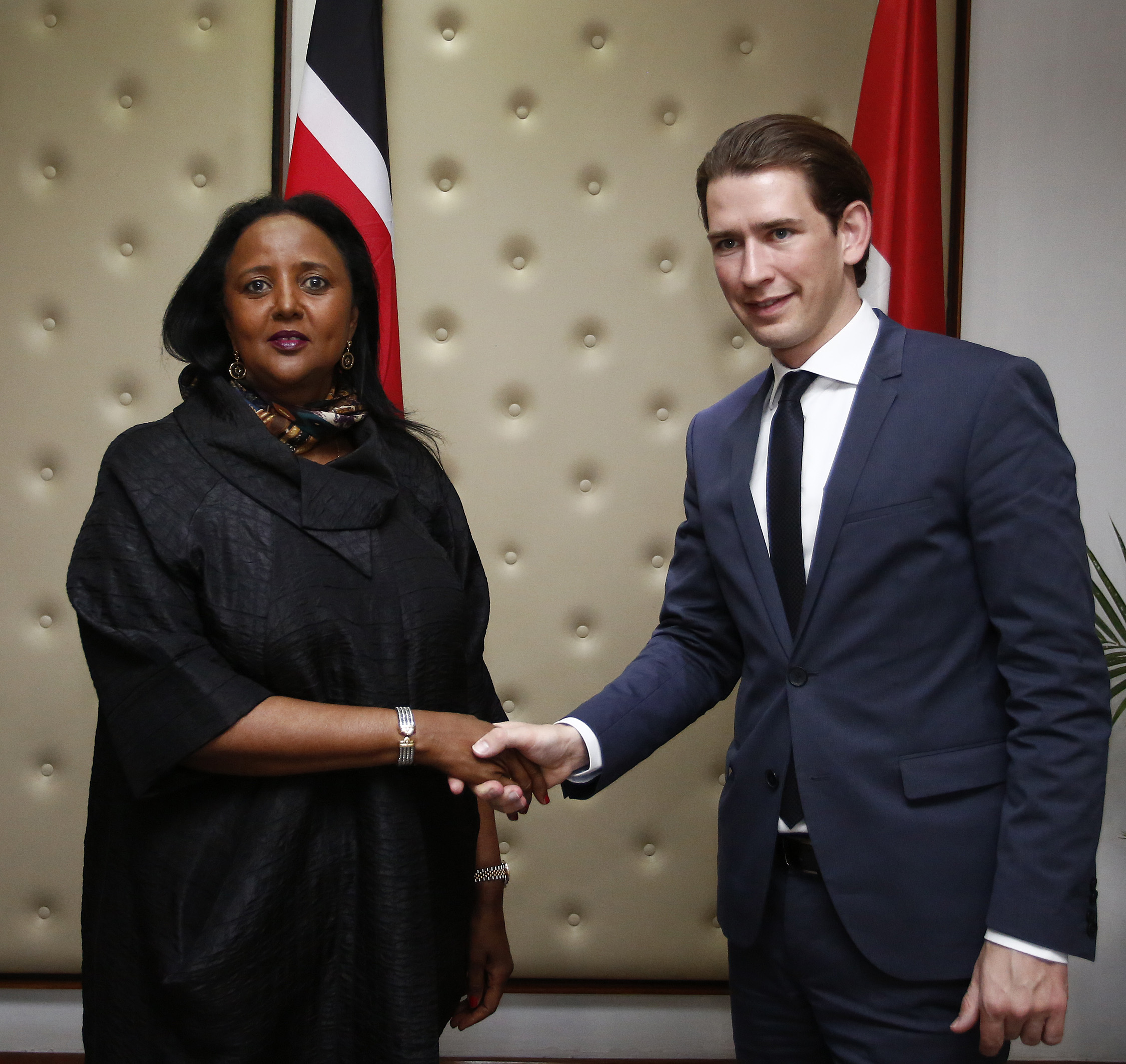
Amina Mohamed bei einem Treffen mit dem österreichischen Bundeskanzler Sebastian Kurz im Jahre 2016

Am 23. April 2013 wurde Mohamed zur kenianischen Kabinettssekretärin für auswärtige Angelegenheiten ernannt und war damit eine von 18 Kabinettssekretären, die für die neue Regierung Uhuru Kenyatta nominiert wurden. Sie wurde am 20. Mai 2013 in der Sagana State Lodge vereidigt.
Ende 2016 wurde sie heftig kritisiert, weil sie über das Leiden kenianischer Gefangener in Äthiopien wortkarg blieb. Außerdem erklärte sie im Dezember 2016, Kenia unterstütze „das Streben der Demokratischen Arabischen Republik Sahara nach Selbstverwaltung und ihre Mitgliedschaft in der Afrikanischen Union“, was in Marokko und anderen arabischen Staaten auf Widerspruch stieß.
2017 wurde Mohamed vom kenianischen Präsidenten Uhuru Kenyatta für den Vorsitz der Kommission der Afrikanischen Union (AUC) nominiert. Trotz der Lobbyarbeit der kenianischen Regierung verlor sie den Posten an den Außenminister des Tschad. Uganda dementierte daraufhin im Februar Berichte, dass es Mohamed bei ihrer Bewerbung um den Vorsitz der AUC nicht unterstützt habe. Auch die beiden ostafrikanischen Staaten Burundi und Dschibuti standen im Verdacht, ihre Unterstützung zurückzuziehen, wobei Tansania dies bestritt.
Ende April 2017 hatte Mohamed eine Reihe von Treffen mit US-amerikanischen Beamten wie Senator Bob Corker, Tom Shannon und Constance Hamilton, bei denen sie die USA aufforderte, die Zusammenarbeit mit Kenia zum Nutzen beider Länder fortzusetzen. Am 9. Mai 2017 wurde sie von der japanischen Regierung im Kaiserpalast für die „Förderung der Wirtschaftsbeziehungen zwischen Nairobi und Tokio“ mit der Verleihung des Großen Ordens der Aufgehenden Sonne am Band geehrt. Sie war die einzige Afrikanerin, die bei der Veranstaltung persönlich mit der Auszeichnung bedacht wurde. Am 20. Mai 2017 wurde berichtet, dass sich Mohamed mit dem russischen Außenminister Sergei Lawrow in Peking getroffen hatte, und erklärte anschließend, dass die Treffen ihrer Meinung nach auf ein mögliches erneutes Engagement zwischen Kenia und Russland hindeuten.

### Bildungsministerin
Am 26. Januar 2018 ernannte Präsident Kenyatta Mohammed zur Kabinettssekretärin für Bildung in seiner zweiten Amtszeit. Sie versprach, die von ihrem Vorgänger Fred Matiang’i eingeleiteten Reformen fortzusetzen. Ihre Chefsekretärin, Botschafterin Monica Juma, wurde zur Leiterin des Ressorts für auswärtige Angelegenheiten befördert.
Im Bildungsministerium wurde Mohammed für die Durchführung der nationalen Prüfungen 2018 gelobt. Sie erreichte, dass 93 % der Schüler nach der Grundschule in die High School übergingen – der höchste Wert in der Geschichte Kenias zu dieser Zeit. Sie entwickelte und implementierte eine Bildungspolitik für besondere Bedürfnisse und strukturierte das Higher Education Loans Board um, das in Kenia Studiendarlehen vergibt. Durch ihre Reformen in den Berufsbildungszentren stieg die Zahl der Einschreibungen in die Berufsausbildung um 100 %. Zudem stellte sie den kompetenzbasierten Lehrplan fertig und führte ihn als Pilotprojekt ein. Ihre Entscheidung, die Einführung des Curriculums im Jahr 2019 zu verschieben, war jedoch umstritten und wurde von Präsident Uhuru Kenyatta zurückgenommen, nachdem er sie zurechtgewiesen hatte. Ihre Entscheidung, die Eingangsnote für Lehrerausbildungsstätten zu senken, wurde ebenfalls vom Obersten Gerichtshof Kenias aufgehoben. Es wird angenommen, dass diese Entscheidungen dazu beigetragen haben, dass sie im März 2019 in das Ministerium für Sport, Kulturerbe und Kultur versetzt wurde.

### Sport- und Kulturministerin
Im März 2019 ernannte Präsident Kenyatta sie zur Kabinettssekretärin für Sport, Kulturerbe und Kultur und löste damit den entlassenen Rashid Echesa ab. Sie forderte eine Aufstockung der Mittel für das Sportministerium.

### Nominierung als Generaldirektorin der WTO

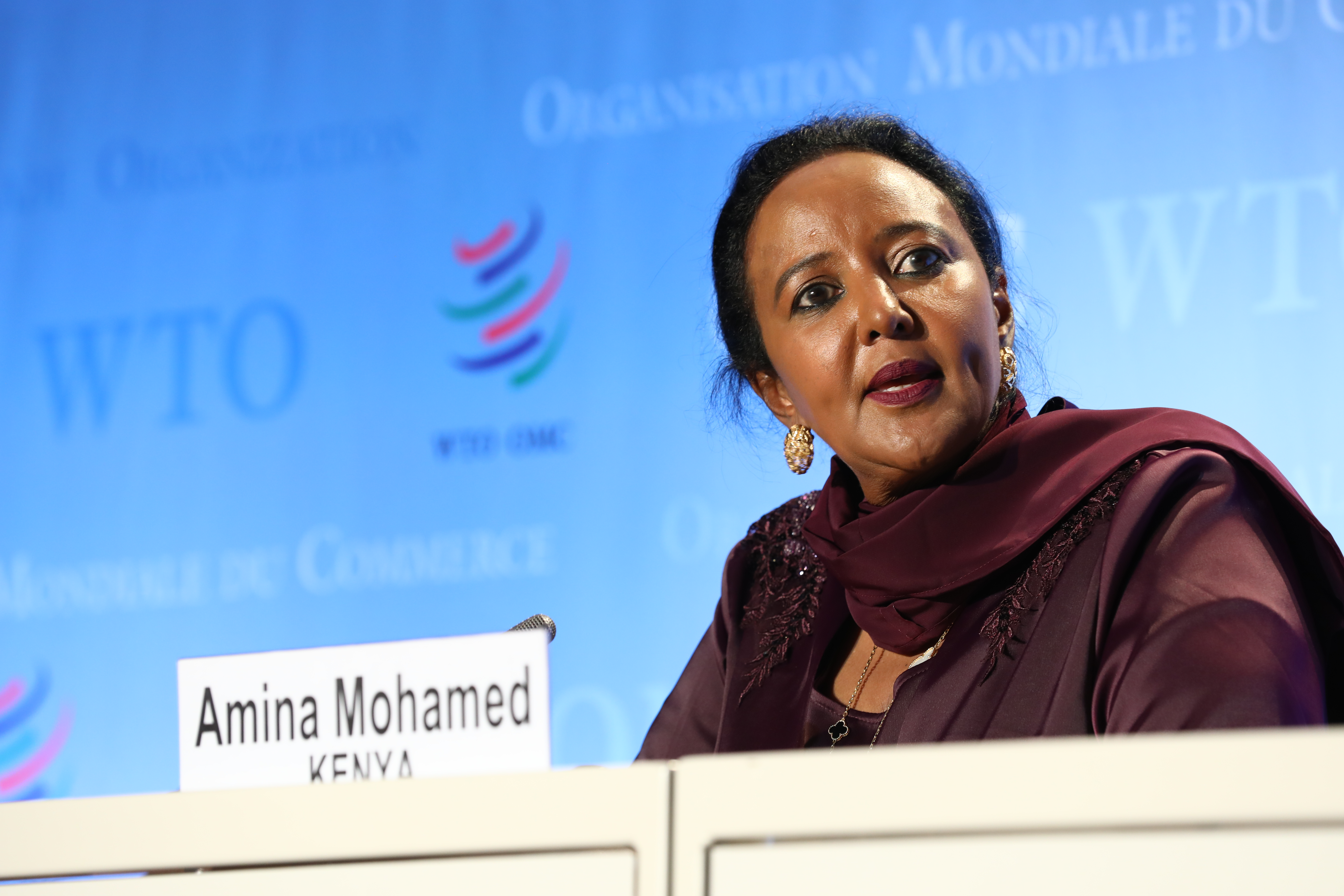
Amina Mohamed bei einer Pressekonferenz der WTO im Jahre 2020

Am 7. Juli 2020 wurde Mohamed von Kenia für den Posten des Generaldirektors der Welthandelsorganisation nominiert. Sie kam in die zweite Runde des Auswahlverfahrens und galt in diplomatischen Kreisen lange Zeit als Favoritin. Im Oktober 2020 wählte der Allgemeine Rat der WTO schließlich zwei Finalisten aus – Ngozi Okonjo-Iweala und Yoo Myung-hee –, wodurch sie und zwei weitere Kandidaten ausschieden.

## Auszeichnungen
Großer Orden der Aufgehenden Sonne am Band, verliehen 2017.